# Municipio de Waddams
El municipio de Waddams (en inglés: Waddams Township) es un municipio ubicado en el condado de Stephenson en el estado estadounidense de Illinois. En el año 2010 tenía una población de 807 habitantes y una densidad poblacional de 8,7 personas por km².

## Geografía
El municipio de Waddams se encuentra ubicado en las coordenadas 42°25′2″N 89°45′7″O / 42.41722, -89.75194. Según la Oficina del Censo de los Estados Unidos, el municipio tiene una superficie total de 92.8 km², de la cual 92,76 km² corresponden a tierra firme y (0,04 %) 0,04 km² es agua.

## Demografía
Según el censo de 2010, había 807 personas residiendo en el municipio de Waddams. La densidad de población era de 8,7 hab./km². De los 807 habitantes, el municipio de Waddams estaba compuesto por el 98,64 % blancos, el 0,37 % eran afroamericanos, el 0,25 % eran amerindios, el 0,25 % eran asiáticos y el 0,5 % eran de una mezcla de razas. Del total de la población el 0,99 % eran hispanos o latinos de cualquier raza.